# إم إس كلر ماجيك
إم إس كلر ماجيك هي عبارة للرحلات البحرية تمتلكها وتشغلها شركة الشحن كلر لاين ومقرها النرويج في طريقها الذي يربط أوسلو، في النرويج، مع كيل في ألمانيا. تم بناؤه في حوض السفن أكارد، فنلندا في عام 2007 وكان أكبر عبارة في العالم منذ ذلك الحين.
كلر ماجيك تعتبر سفينة شقيقة لـ إم إس كلر فانتاسي، تم تسليمها إلى كلر لاين في عام 2004. تحتوي السفينة على أكثر من 1000 كابينة و 54 جناحًا. على عكس شقيقتها، تم بناء كلر ماجيك في حوض بناء السفن أكار في راوما بالسويد، في حين تم بناء كلر فانتاسي في توركو. تحتوي كلر ماجيك على 89 كابينة أكثر من كلر فانتاسي، بالإضافة إلى مرافق مؤتمرات أكبر، مما يجعلها أكبر قليلاً من حيث الحمولة الإجمالية.